# Nowy Raduszec
Nowy Raduszec (prononciation : [ˈnɔvɨ raˈduʂɛt͡s]) est un village polonais de la gmina de Krosno Odrzańskie dans le powiat de Krosno Odrzańskie de la voïvodie de Lubusz dans l'ouest de la Pologne.
Il se situe à environ 4 km à l'ouest de Krosno Odrzańskie (siège de la gmina et du powiat) et 33 km à l'ouest de Zielona Góra (siège de la diétine régionale).
Le village comptait approximativement une population de 154 habitants en 2009.

## Histoire
Avant 1945, ce village était sur le territoire allemand. (voir Évolution territoriale de la Pologne)
De 1975 à 1998, le village appartenait administrativement à la voïvodie de Zielona Góra.

Depuis 1999, il appartient administrativement à la voïvodie de Lubusz